# Бєлік Олексій Григорович
Олексій Григорович Бє́лік (нар. 15 лютого 1981, Донецьк) — український футболіст, в минулому нападник національної збірної України, вихованець донецької футбольної школи.

## Кар'єра
Народився у Донецьку в родині шахтаря.
Був одним з лідерів української юніорської (24 гри, 15 голів) і молодіжної (27 ігор, 17 голів) збірних, на молодіжному чемпіонаті світу 2001 року в Аргентині забив у трьох іграх групової фази три м'ячі й допоміг збірній вийти в 1/8 фіналу, де вона програла майбутнім півфіналістам з Парагваю.
У сезоні 2002/03 одержав срібний бутс чемпіонату України, забивши в 28 матчах 21 гол.
8 вересня 2004 року був викликаний у головну збірну України, яку очолював Олег Блохін, на матч проти Казахстану і забив у першій же грі. У 2004—2007 роках вважався у збірній дублером Андрія Шевченка, в основний склад виходив переважно на заміну. На Чемпіонаті світу 2006 року виходив на заміну у грі з Італією, відіграв останні 20 хвилин. Станом на 22 червня 2008 року провів у чемпіонаті України 145 ігор і забив 51 гол.
Зазвичай грав на позиції центрфорварда, має відмінне почуття голу, добре грає головою, вміє поставити корпус і зіграти у силовий футбол. Щодо особливостей стилю гри: любить ефектну гру («ножиці», удар п'ятою тощо), як класичний гравець штрафного майданчика, що завжди готовий «добити», замкнути фланг або навіс, обіграти воротаря в ситуації «один на один».
У своєму клубі змушений був задовольнятися роллю «джокера» і запасного футболіста, оскільки Мірча Луческу надавав перевагу Брандау та Олександрові Гладкому.
Взимку 2007/08 вирушив до німецького «Бохума» на правах піврічної оренди. Там Бєлік провів 4 гри не забивши жодного м'яча.
Влітку 2008 року повернувся до Донецька, але не до головної команди, а до молодіжного складу, де розглядав різні можливості продовження кар'єри (зокрема, нападник відхилив пропозицію німецького клубу «Кайзерслаутерн» з другої Бундесліги).
На початку серпня 2008 року гравця купив дніпровський «Дніпро» за суму $5,500,000. Спочатку регулярно виходив на поле у складі головної команди свого нового клубу, однак вже з початку сезону 2009/10 втратив місце в основі, грав за команду дублерів.
У сезоні 2011-12 виступав за запорізький «Металург» у Першій лізі, допоміг команді повернутися до української Прем'єр-ліги .
З 2015 року працює футбольним агентом у компанії «Pro Star».

## Статистика виступів

### Клубна
Станом на 13 квітня 2013 року
| Клуб              | Сезон             | Чемпіонат | Чемпіонат | Кубок | Кубок | Єврокубки | Єврокубки | Суперкубок | Суперкубок | Всього | Всього |
| Клуб              | Сезон             | Ігри      | Голи      | Ігри  | Голи  | Ігри      | Голи      | Ігри       | Голи       | Ігри   | Голи   |
| ----------------- | ----------------- | --------- | --------- | ----- | ----- | --------- | --------- | ---------- | ---------- | ------ | ------ |
| Шахтар            | 1999-00           | 8         | 4         | 2     | 0     | -         | -         | -          | -          | 10     | 4      |
| Шахтар            | 2000-01           | 11        | 2         | 3     | 2     | 11        | 2         | -          | -          | 25     | 6      |
| Шахтар            | 2001-02           | 21        | 3         | 3     | 0     | 3         | 0         | -          | -          | 27     | 3      |
| Шахтар            | 2002-03           | 28        | 21        | 7     | 3     | 3         | 1         | -          | -          | 38     | 25     |
| Шахтар            | 2003-04           | 11        | 2         | 2     | 1     | 4         | 0         | -          | -          | 18     | 3      |
| Шахтар            | 2004-05           | 19        | 5         | 5     | 1     | 2         | 0         | -          | -          | 26     | 6      |
| Шахтар            | 2005-06           | 23        | 7         | 3     | 1     | 5         | 0         | 1          | 0          | 32     | 8      |
| Шахтар            | 2006-07           | 21        | 7         | 4     | 3     | 4         | 0         | -          | -          | 29     | 10     |
| Шахтар            | 2007-08           | 2         | 0         | 3     | 0     | -         | -         | -          | -          | 5      | 0      |
| Бохум             | 2008-09           | 4         | 0         | -     | -     | -         | -         | -          | -          | 4      | 0      |
| Дніпро            | 2008-09           | 18        | 4         | 2     | 2     | -         | -         | -          | -          | 20     | 6      |
| Дніпро            | 2009-10           | 7         | 0         | 2     | 0     | -         | -         | -          | -          | 9      | 0      |
| Дніпро            | 2010-11           | -         | -         | -     | -     | -         | -         | -          | -          | -      | -      |
| Металург (З)      | 2011-12           | 16        | 13        | 2     | 0     | -         | -         | -          | -          | 18     | 13     |
| Металург (З)      | 2012–13           | 8         | 0         | -     | -     | -         | -         | -          | -          | 8      | 0      |
| Всього за Шахтар  | Всього за Шахтар  | 144       | 51        | 32    | 11    | 32        | 3         | 1          | 0          | 209    | 65     |
| Всього за кар'єру | Всього за кар'єру | 197       | 68        | 38    | 13    | 32        | 3         | 1          | 0          | 268    | 85     |

## Титули та досягнення
- Чемпіон України: 2002, 2005 й 2006
- Кубок України: 2001, 2002 та 2004
- Суперкубок України: 2005
- Учасник чемпіонату світу з футболу: 2006

## Нагороди
Кавалер ордена «За мужність» III ступеня.

## Виноски
1. ↑  Белик отклонил предложение «Кайзерслаутерна» [Архівовано 23 липня 2008 у Wayback Machine.](рос.)
2. ↑  «Шахтар» назвав суму за яку продав Бєліка в «Дніпро». Архів оригіналу за 8 січня 2009. Процитовано 9 серпня 2008. [Архівовано 2009-01-08 у Wayback Machine.]
3. ↑  Алексей БЕЛИК: «Не отказываюсь от тренерской карьеры». Архів оригіналу за 19 вересня 2016. Процитовано 15 вересня 2016.
4. ↑  Указ президента України N 697/2006. Архів оригіналу за 6 березня 2012. Процитовано 30 жовтня 2012.